# NGC 5539
NGC 5539 (również PGC 51054) – galaktyka soczewkowata (S0?), znajdująca się w gwiazdozbiorze Wolarza. Odkrył ją John Herschel 24 kwietnia 1830 roku. Jest najjaśniejszą galaktyką gromady galaktyk, do której należy.